# نظام جذري
في الرياضيات، النظام الجذري (بالإنجليزية: Root system)‏ هو تشكيل من الأشعة في الفضاء الإقليدي، يحقق خواصا هندسية معينة. هذا المصطلح ذو أهمية خاصة نظرية زمرة لاي.